# Numidische cavalerie
Numidische cavalerie of Numidische ruiterij waren cavaleristen uit Numidië. Ze worden beschouwd als 'lichte cavalerie'. Ze werden als zeer gevaarlijk aanzien. Het is niet zeker wanneer ze verschenen of verdwenen, maar Hannibal heeft ze meermaals succesvol gebruikt tegen de Romeinen. Ze gebruikten geen teugels of zadel of andere soortgelijke apparatuur. Ze waren bewapend met 1-5 javelijnen (lichte werpspeer) en een lichte vechtspeer. Ze gebruikten deze om snel toe te slaan, zoals de hetairoi. Als enige bescherming hadden ze een manshoog, ovaal schild en een lichte tuniek, soms zelfs geen enkele bescherming.